# Список глав государств в 108 году до н. э.
| 109 до н. э. ← Список глав государств по годам → 107 до н. э. |

## Азия
- Анурадхапура — Кхалатта Нага, царь (109 до н. э. — 103 до н. э.)
- Армения Великая — Тигран I, царь (115 до н. э. — 95 до н. э.)
- Вифиния — Никомед III Эвергет, царь (127 до н. э. — 94 до н. э.)
- Иберия — Фарнаджом, царь  (109 до н. э. — 90 до н. э.)
- Индо-греческое царство:
  - Гелиокл II , царь (от Гандхары/Западного Пенджаба до Матхура)  (125 до н. э. — 100 до н. э.)
  - Антиалкин, царь (в Паропамисадах, Арахозии и Гандхаре)  (115 до н. э. — 95 до н. э.)
- Иудея — Иоанн Гиркан I, этнарх  (134 до н. э. — 104 до н. э.)
- Каппадокия — Ариарат VII Филометор, царь (116 до н. э. — 101 до н. э.)
- Китай (Династия Хань) — У-ди (Лю Чэ), император  (141 до н. э. — 87 до н. э.)
- Коммагена — Митридат I Калинник,  царь (109 до н. э. — 70 до н. э.)
- Корея:
  - Махан — Хьо, вождь (113 до н. э. — 73 до н. э.)
  - Пуё — Ковуру, тхандже (121 до н. э. — 86 до н. э.)
  - Пукпуё — Кодумак, тхандже (108 до н. э. — 60 до н. э.)
- Осроена — Бакру II, царь (112 до н. э. — 94 до н. э.)
- Парфия — Митридат II Великий, царь (124 до н. э. — 91 до н. э.)
- Понтийское царство — Митридат VI Евпатор, царь (120 до н. э. — 63 до н. э.)
- Сатавахана — Сатакарни II, махараджа (134 до н. э. — 78 до н. э.)
- Селевкидов государство (Сирия):
  - Антиох VIII Грип, царь (125 до н. э. — 96 до н. э.)
  - Антиох IX Кизикский, царь (116 до н. э. — 95 до н. э.)
- Харакена — Аподак,  царь (ок. 110 до н. э./109 до н. э. — ок. 104 до н. э./103 до н. э.)
- Хунну — Увэй, шаньюй (114 до н. э. — 105 до н. э.)
- Шунга:
  - Гхоша, император (119 до н. э. — 108 до н. э.)
  - Ваджрамитра, император (108 до н. э. — 94 до н. э.)
- Япония — Кайка, тэнно (император) (158 до н. э. — 98 до н. э.)

## Африка
- Египет — Птолемей IX Сотер II, царь (116 до н. э. — 107 до н. э., 89 до н. э. — 81 до н. э.)
- Мавретания — Бокх I, царь (ок. 110 до н. э. — ок. 80 до н. э.)
- Мероитское царство (Куш) — Танийдамани, царь (ок. 120 до н. э. — ок. 100 до н. э.)
- Нумидия — Югурта, царь (118 до н. э. — 105 до н. э.)

## Европа
- Боспорское царство — Митридат VI Евпатор, царь (109 до н. э. — 63 до н. э.)
- Ирландия — Конайре Великий, верховный король (110 до н. э. — 40 до н. э.)[1]
- Одрисское царство (Фракия) — Котис V, царь (120 до н. э. — 87 до н. э.)
- Римская республика:
  - Сервий Сульпиций Гальба, консул (108 до н. э.)
  - Квинт Гортензий, консул (108 до н. э.)

## Галерея

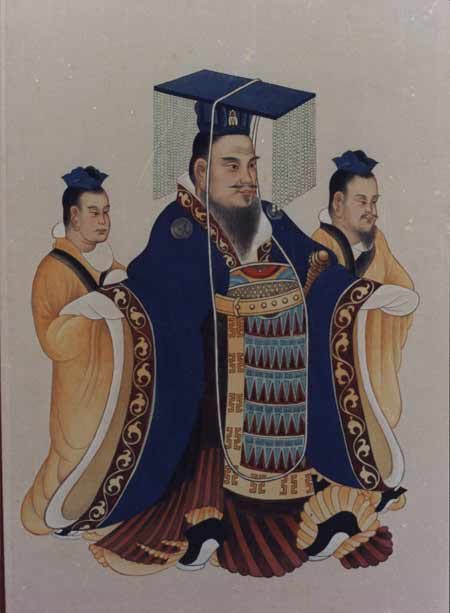
У-ди 141 до н.э.— 87 до н.э. Император Китая
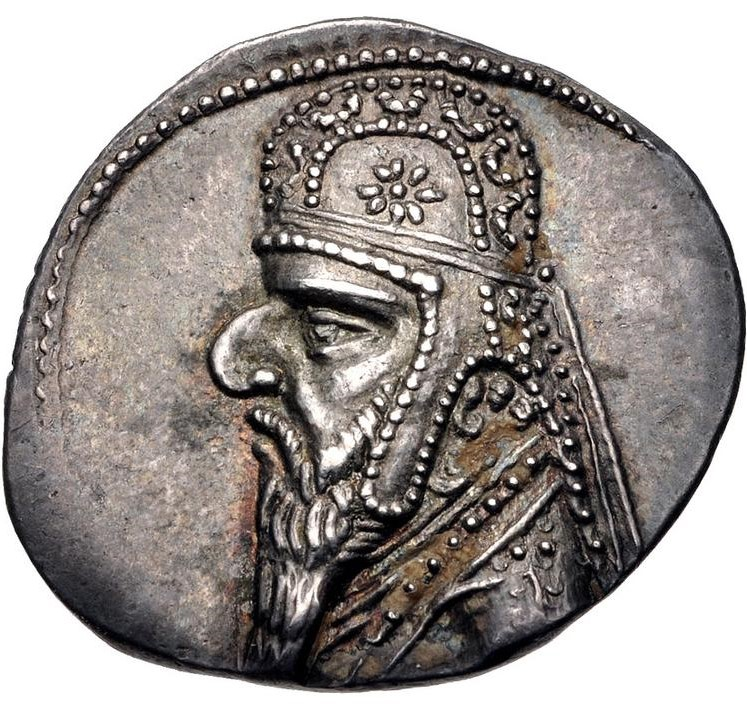
Митридат II Великий 124 до н.э.— 91 до н.э. Царь Парфии
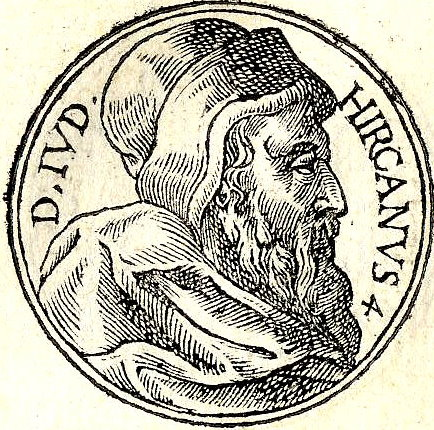
Иоанн Гиркан I 134 до н.э.— 104 до н.э. Этнарх Иудеи
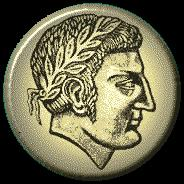
Югурта 118 до н.э.— 105 до н.э. Царь Нумидии
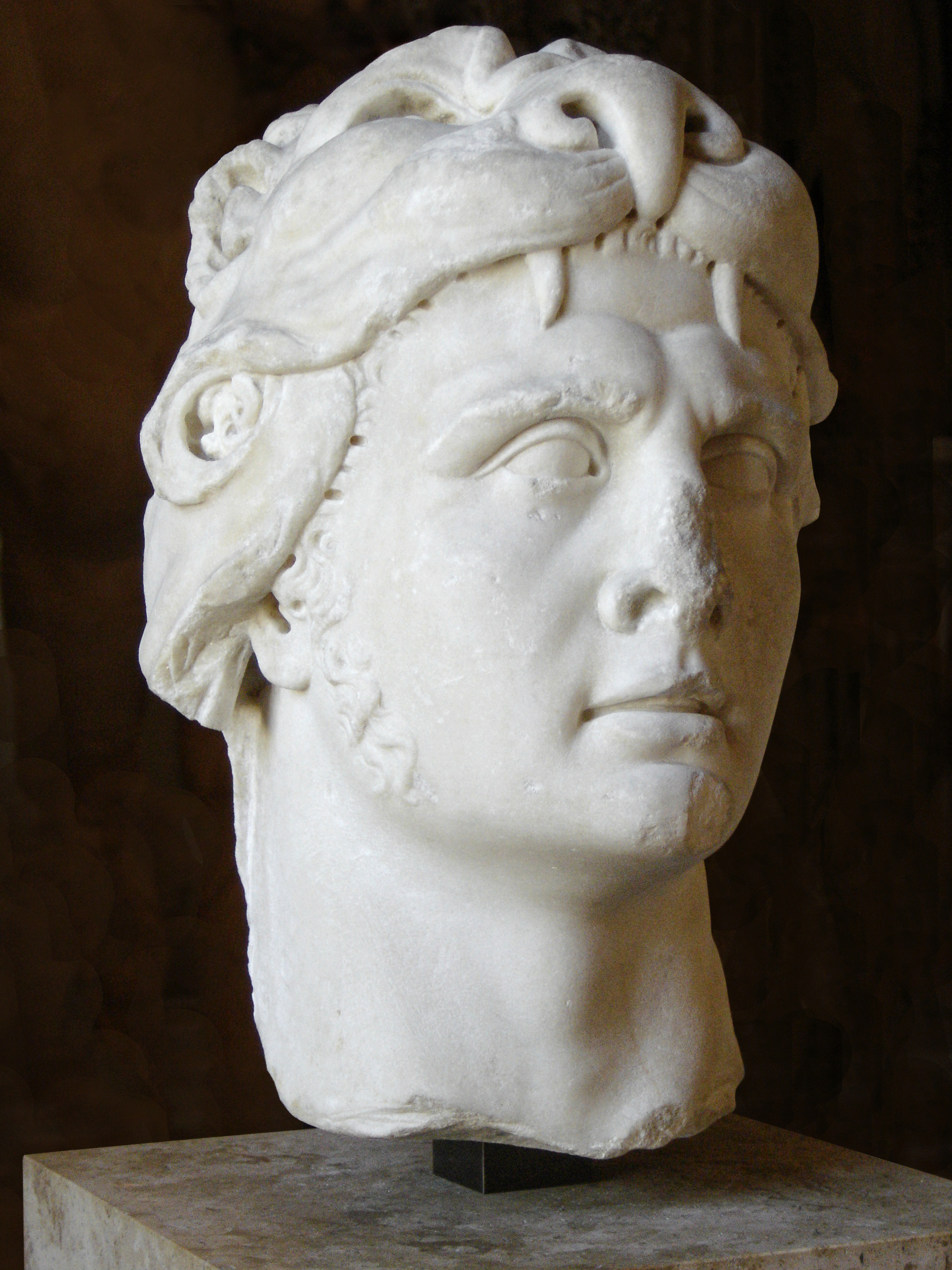
Митридат VI Евпатор 109 до н.э.— 63 до н.э. Царь Понта и Боспора
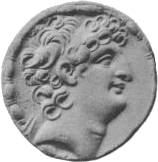
Антиох VII Грип 125 до н.э.— 96 до н.э. Царь Сирии
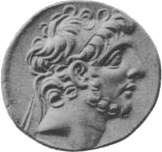
Антиох IX Кизикский 116 до н.э.— 95 до н.э. Царь Сирии
Бокх I ок. 110 до н.э.— ок. 80 до н.э. Царь Мавретании
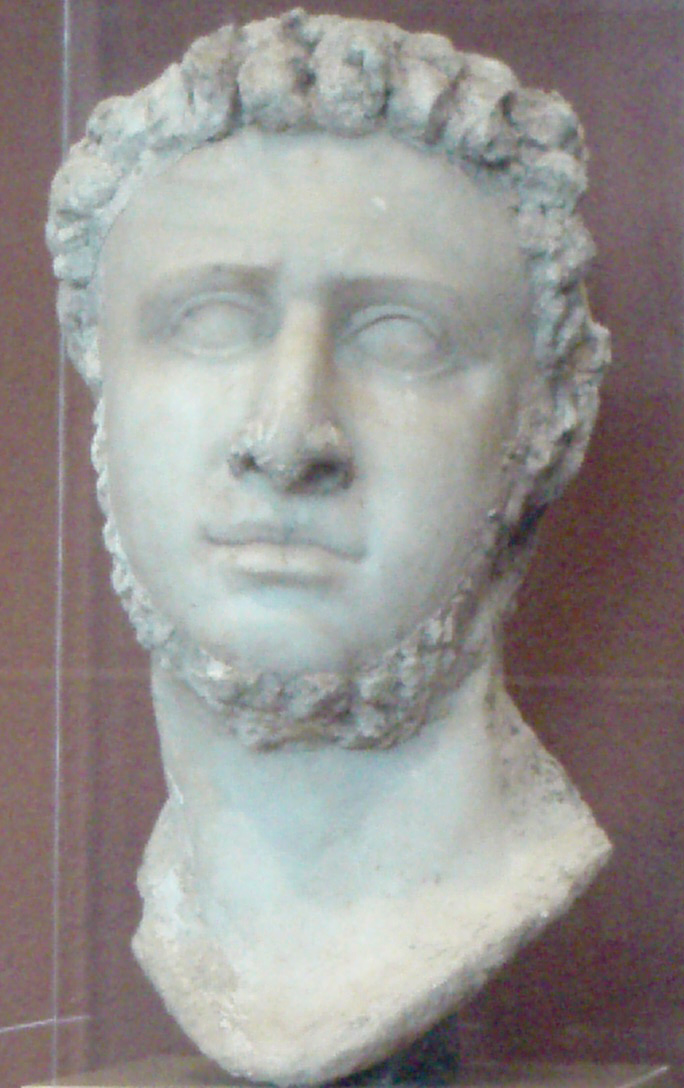
Птолемей IX Сотер II 116 до н.э.— 107 до н.э., 89 до н.э.— 81 до н.э. Царь Египта
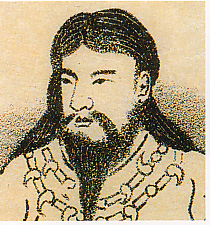
Кайка 158 до н.э.—98 до н.э. Император Японии